# Accès à la TV satellite pour 10 000 villages africains
Le projet Accès à la TV satellite pour 10 000 villages africains est un projet de coopération sino-africaine qui vise à réduire la fracture numérique dans les zones rurales africaines en donnant aux villages l'accès à la télévision numérique.

## Historique
Le 4 décembre 2015, lors de son discours d’ouverture au Sommet de Johannesburg du Forum sur la Coopération Chine-Afrique, le Président chinois Xi Jinping a annoncé que la Chine mettrait en œuvre des projets d’accès à la télévision par satellite dans 10 000 villages africains.
Ce projet, intitulé « Accès à la TV satellite pour 10 000 villages africains », se place dans le cadre des 10 programmes prioritaires de coopération destinés à stimuler la coopération entre la Chine et l’Afrique sur une période de trois ans.

## Objectifs
La Fracture numérique est l'inégalité devant l'accès, l'utilisation ou les bénéfices des technologies de l'information et de la communication (TIC). Les pays africains souffrent de la fracture numérique et de nombreux Africains, en particulier les familles des zones rurales, sont privés d'accès à l'information et à la technologie numérique. 
L'un des objectifs principaux de l'Agenda pour le Développement Durable à l'horizon 2030 des Nations unies consiste à “améliorer de manière significative l'accès à l'information et aux technologies de communication et à s'efforcer de fournir un accès universel et abordable à Internet dans les pays les moins avancés d'ici à 2020”.

## Bénéfices

### Populations
Le projet ouvrira une fenêtre aux familles rurales africaines. Grâce à la télévision, les populations seront en mesure d'acquérir plus informations utiles sur le monde. Elles auront également accès à des savoirs sur l'agriculture, la science ou encore la santé, ce qui aura un impact positif sur leur vie quotidienne. Cela permettra d'élargir leurs horizons et de les aider à sortir de la pauvreté.
Le projet permettra également de créer des emplois locaux. Les employés seront recrutés et formés à l'entretien du matériel afin de garantir le bon fonctionnement du projet sur le long terme. 

### Pays
Les connaissances et les informations auxquelles auront accès les villageois promouvront le développement des zones rurales de chaque pays.
L'accès à la télévision numérique accélérera également la transition vers la télévision numérique des pays participants. Cela permettra d'élargir la zone de couverture des chaînes de télévision locales et promouvra la montée en gamme du secteur de la télévision africain.
Le projet permettra de réduire les écarts de développement entre les pays et régions d'Afrique et réduira les inégalités entre les pays Africains. La télévision numérique était auparavant un bien de luxe sur le continent africain mais le projet « Accès la TV satellite pour dix mille villages africains » aidera à briser le monopole du secteur de la télévision numérique tout en favorisant un développement équilibré dans le continent africain.

## Villages
Au total, 10 112 villages de 25 pays africains vont bénéficier du projet « Accès à la TV satellite pour dix mille villages africains ».
Ces 25 pays sont : Nigeria, Afrique du Sud, Kenya, Tanzanie, Madagascar, Mozambique, Côte d’Ivoire, Malawi, Ouganda, Zambie, RDC, Guinée, Ghana, Sénégal, Cameroun, Rwanda, Burundi, Bénin, Érythrée, Tchad, République centrafricaine, Congo-Brazzaville, Guinée-Bissau, Namibie et Gabon. 

## Équipement
Le gouvernement chinois va offrir à chaque village deux vidéoprojecteurs StarTimes, d’un téléviseur numérique 32 pouces ainsi que de 20 décodeurs et antennes paraboliques. Les projecteurs et le téléviseur seront chacun équipés d’un système d’alimentation solaire et d’antenne parabolique.
Le vidéoprojecteur peut émettre une image d’une taille de 120 pouces et recourt aux technologies DLP et LED qui garantisse une luminosité élevée et une consommation réduite. 
Le téléviseur numérique de StarTimes permet d’accéder aux bouquets satellitaires et TNT sans décodeur et son système d’exploitation intelligent garantit une maintenance et une mise à jour automatiques. Le téléviseur numérique de StarTimes consomme 50 % de moins qu’un téléviseur traditionnel et est doté d’un écran LED HD et d’un son Dolby. 
Les vidéoprojecteurs et le téléviseur numérique seront installés dans les espaces publics des villages, école ou clinique, ce qui permettra à tous les villageois, et en particulier les enfants, de regarder de superbes programmes numériques.
Les zones rurales africaines souffrant de problèmes d’alimentation en électricité, les vidéos projecteurs et téléviseurs numériques seront équipés d’un système d’alimentation solaire qui permet de regarder la télévision pendant 6 heures après le coucher du soleil.
Les décodeurs ont adopté la norme H.265 qui accepte les signaux numériques haute définition directement du satellite. 

## Mise en œuvre
L'opérateur de télévision numérique StarTimes a été désigné pour mettre en œuvre ce projet sous la direction des gouvernements chinois et africains.
StarTimes fournira la totalité des équipements, les installera dans chaque village des 25 pays et prendra en charge l'entretien des équipements une fois le projet complété.